# BYO Split Series, Vol. 5
BYO Split Series, Vol. 5 è uno split dei gruppi Alkaline Trio e One Man Army, pubblicato il 20 aprile 2004 dalla BYO Records.
Ha raggiunto la posizione numero 13 nella classifica Top Independent Albums.

## Tracce
Alkaline Trio
1. Fine Without You - 3:15
2. Hating Every Minute - 3:03
3. Dead and Broken - 2:09
4. Sadie - 4:38
5. If You Had a Bad Time - 3:38
6. Wait for the Blackout - 3:29

One Man Army
1. The T.V. Song - 2:31
2. The Hemophiliac - 1:28
3. All the Way - 2:26
4. The Radio Airwaves Gave Me a Lobotomy - 2:04
5. I.F.H.A. (One Love) - 2:07
6. Let's Call It an Evening - 2:57